# Aeropuerto de Saint Denis-Roland Garros
El Aeropuerto Roland Garros (en francés Aéroport de La Réunion Roland Garros) (IATA: RUN, OACI: FMEE), anteriormente conocido como Aeropuerto Gillot, es un aeropuerto que está ubicado a 7 km al este de Saint-Denis, Reunión, y recibe su nombre del aviador francés Roland Garros que nació en Saint-Denis.
El aeropuerto Gillot es la base de operaciones de Air Austral. Air Bourbon tuvo anteriormente su base en este aeropuerto hasta que cesó operaciones en 2004.
Cuando esté construido, el tranvía de Reunión unirá el aeropuerto con la capital, Saint-Denis, y Saint-Paul.

## Aerolíneas y destinos

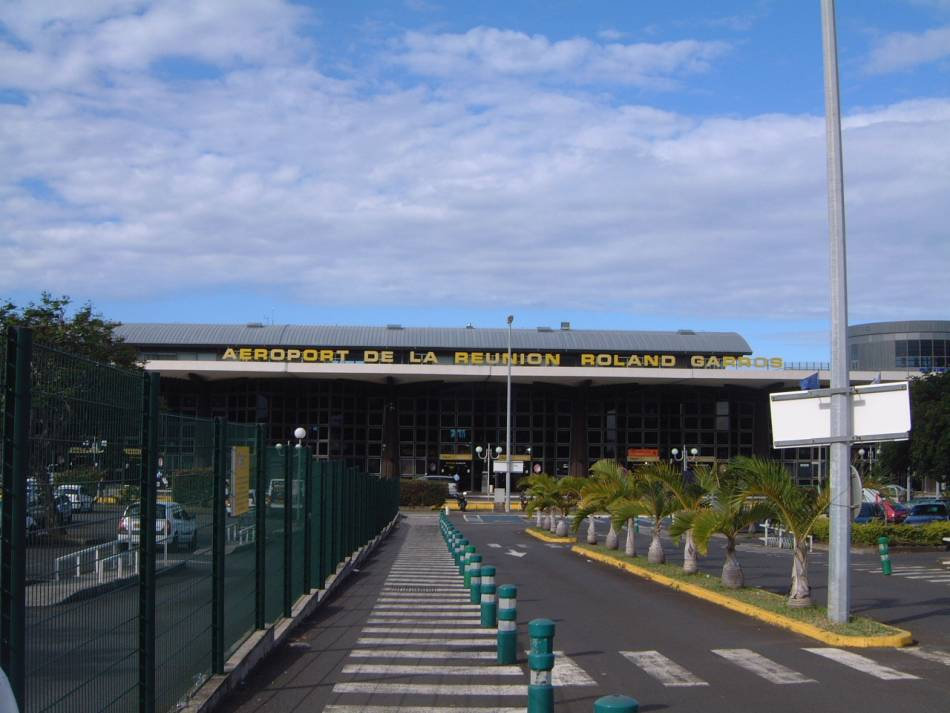
Entrada al aeropuerto.

| Ciudades por países    | Nombre del aeropuerto                                           | Aerolíneas                            | Aeronaves                      | Frecuencias semanales |        |
| África                 | África                                                          | África                                | África                         | África                | África |
| ---------------------- | --------------------------------------------------------------- | ------------------------------------- | ------------------------------ | --------------------- | ------ |
| Comoras                |                                                                 |                                       |                                |                       |        |
| Moroni                 | Aeropuerto Internacional Príncipe Said Ibrahim                  | Air Austral                           | A220-371                       |                       |        |
| Madagascar             |                                                                 |                                       |                                |                       |        |
| Antananarivo           | Aeropuerto Internacional Ivato                                  | Air Austral Air Madagascar Corsairfly | A330-941N                      |                       |        |
| Antsiranana            | Aeropuerto de Arrachart                                         | Air Austral Air Madagascar            |                                |                       |        |
| Nosy Be                | Aeropuerto Fascene                                              | Air Austral                           | A220-371                       |                       |        |
| Santa María            | Aeropuerto Santa María                                          | Air Madagascar                        |                                |                       |        |
| Toamasina              | Aeropuerto de Toamasina                                         | Air Austral                           |                                |                       |        |
| Tolanaro               | Aeropuerto de Tolanaro                                          | Air Madagascar                        |                                |                       |        |
| Mauricio               |                                                                 |                                       |                                |                       |        |
| Port Louis             | Aeropuerto Internacional Sir Seewoosagur Ramgoolam              | Air Austral Air Mauritius Corsairfly  | A330-941N                      |                       |        |
| Mayotte                |                                                                 |                                       |                                |                       |        |
| Dzaoudzi               | Aeropuerto Internacional de Dzaoudzi Pamandzi                   | Air Austral Corsairfly Ewa Air        | A330-941N ATR 72-600           |                       |        |
| Seychelles             |                                                                 |                                       |                                |                       |        |
| Mahé                   | Aeropuerto Internacional de Seychelles                          | Air Austral                           |                                |                       |        |
| Sudáfrica              |                                                                 |                                       |                                |                       |        |
| Johannesburgo          | Aeropuerto Internacional de Johannesburgo-Oliver Reginald Tambo | Air Austral                           |                                |                       |        |
| Asia                   |                                                                 |                                       |                                |                       |        |
| China                  |                                                                 |                                       |                                |                       |        |
| Guangzhou              | Aeropuerto Internacional de Cantón-Baiyun                       | Air Madagascar                        |                                |                       |        |
| Emiratos Árabes Unidos |                                                                 |                                       |                                |                       |        |
| Abu Dabi               | Aeropuerto Internacional de Abu Dabi                            | Etihad Airways (Chárter estacional)   |                                |                       |        |
| Tailandia              |                                                                 |                                       |                                |                       |        |
| Bangkok                | Aeropuerto Internacional Suvarnabhumi                           | Air Austral                           |                                |                       |        |
| Europa                 |                                                                 |                                       |                                |                       |        |
| Francia                |                                                                 |                                       |                                |                       |        |
| Lyon                   | Aeropuerto de Lyon-Saint Exupéry                                | Corsairfly                            | A330-941N                      |                       |        |
| Marsella               | Aeropuerto de Marsella-Provenza                                 | Corsairfly                            | A330-941N                      |                       |        |
| París                  | Aeropuerto de París-Charles de Gaulle                           | Air France Air Austral                | B777-328ER B777-39MER          |                       |        |
| París                  | Aeropuerto de París-Orly                                        | Air France Corsairfly French Bee      | B777-328ER A330-941N A350-1041 |                       |        |

## Estadísticas
Ver fuente y consulta Wikidata.